# Looking for Alaska
Looking for Alaska (Qui es-tu Alaska?, au Québec) est une mini-série américaine en huit épisodes d'environ 50 minutes créée par Josh Schwartz, basée sur le roman du même nom de John Green publié en 2005, et mise en ligne intégralement le 18 octobre 2019 sur le service Hulu.
Après qu'une adaptation cinématographique a été reportée à plusieurs reprises, Hulu a finalisé l'accord avec Josh Schwartz et Stephanie Savage et a commandé l'adaptation en une série limitée de huit épisodes.
La série est disponible en France sur la plateforme Salto depuis le 20 octobre 2020. Elle sera disponible au Canada sur la plateforme ICI TOU.TV dès le 19 novembre 2020. Néanmoins, elle reste pour le moment inédite dans tous les autres pays francophones.

## Synopsis
Miles Halter, 16 ans, quitte la Floride, son cocon familial, pour l’Alabama et le pensionnat de Culver Creek afin de vivre ses premières amitiés fortes, l’amour, la transgression, et ses premières expériences avec Chip « le Colonel » Martin, son camarade de chambre, Takumi Hikohito, fan de hip-hop et l'insaisissable émotionnellement instable Alaska Young, qui va changer sa vie.

## Distribution

### Principaux
- Charlie Plummer (VF : Gauthier Battoue) : Miles « Pudge » Halter
- Kristine Frøseth (VF : Barbara Probst) : Alaska Young
- Denny Love (en) (VF : Jean-Baptiste Anoumon) : Chip « le Colonel » Martin
- Jay Lee (VF : Gabriel Bismuth-Bienaimé) : Takumi Hikohito
- Sofia Vassilieva (VF : Adeline Chetail) : Lara Buterskaya
- Landry Bender (VF : Camille Donda) : Sara
- Uriah Shelton (VF : Maxime Baudouin) : Longwell Chase
- Jordan Connor (VF : Alexis Gilot) : Kevin
- Timothy Simons (VF : Pierre Tissot) : M. Starnes dit « L'Aigle »
- Ron Cephas Jones (VF : Hubert Drac) : Dr Hyde

### Récurrents
- Meg Wright (VF : Juliette Lamboley) : Marya
- Lucy Faust (en) (VF : Camille Gondard) : Madame O'Malley
- Henry Zaga (VF : Max Geller) : Jake
- Deneen Tyler (VF : Annie Milon) : Dolores Martin

### Invités
- Brandon Stanley : Paul
- Rachel Matthews (VF : Julia Boutteville) : Fiona

Version française dirigée par Christine Bellier au studio Libra Films, d'après une adaptation des dialogues de Laëtitia Morfouace, Alexa Donda et Laurence Fattelay.

## Épisodes
1. Le grand peut-être (Famous Last Words)
2. Le bal des débutantes (Tell Them I Said Something…)
3. La balance (I've Never Felt Better…)
4. Thanksgiving (The Nourishment Is Palatable)
5. Un terrible secret (I'll Show You That it Won't Shoot)
6. L'adieu du Colonel (We Are All Going)
7. Le labyrinthe (Now Comes the Mystery)
8. C'est très beau là-bas (It's Very Beautiful Over There)